# Денис Габор
Денис Габор (мађ. Gábor Dénes, 5. јун 1900 – 9. фебруар 1979) био је мађарско-британски физичар, који је 1971. године добио Нобелову награду за физику „за фундаментални рад и открића која се тичу антиферомагнетизма и феромагнетизма, што је довело до важних примена у физици чврстог стања”.